# Konstantin Alexejewitsch Rybnikow
Konstantin Alexejewitsch Rybnikow (russisch Константин Алексеевич Рыбников; * 5. Augustjul. / 18. August 1913greg. in der Staniza Luganskaja; † 20. August 2004 in Moskau) war ein sowjetisch-russischer Mathematiker, Wissenschaftshistoriker und Hochschullehrer.

## Leben
Rybnikows Eltern waren Grundschullehrer. Der Vater stammte aus einer Kosakenfamilie, während die Mutter aus einer Priesterfamilie stammte. Rybnikow hatte einen älteren Stiefbruder und zwei jüngere Brüder und eine Schwester. Nach dem Abschluss an der neunklassigen Mittelschule 1929 wollte Rybnikow an der Universität Rostow am Don studieren, aber als Nicht-Arbeiter- und Bauernkind wurde er nicht angenommen. Stattdessen wurde er in die Kavallerieschule Krasnodar aufgenommen. Als er von dort in die Infanterieschule Wladikawkas verlegt werden sollte, verließ er die Schule und arbeitete in einer Ziegelfabrik in Millerowo. Auf Anweisung des Komsomol arbeitete er dann als Grundschullehrer in dem 40 km von Millerowo entfernten Dorf Posdnejewka, wo er mehrere Klassen gleichzeitig unterrichtete. Dann unterrichtete er Mathematik und andere Fächer in Schulen in Millerowo. Zu Beginn des Prozesses zur Bildung ukrainischer nationaler Kader wurde Rybnikow an die Universität Kiew verwiesen. Er entschied sich für die Fakultät für Sozialbildung, deren Absolventen in allgemeinbildende Schulen geschickt wurden. Allerdings war das Unterrichtsniveau in gebrochenem Ukrainisch insbesondere in Mathematik so niedrig, dass Pybnikow nach Millerowo zurückkehrte.
Als sich Rybnikow in einem Brief an den Rektor der Universität Moskau (MGU) für die Aufnahme als Fernstudent bewarb, wurde er sogleich in die Fernstudienabteilung der Mechanisch-Mathematischen Fakultät (Mechmat) aufgenommen und erhielt das Kursprogramm, die Prüfungsbögen und das Lehrmaterial für den ersten Kurs, bevor die Fakultät am 1. Mai 1933 als Nachfolgerin der Physikalisch-Mathematischen Fakultät offiziell gegründet wurde. Rybnikow kam 1933 nach Moskau, bestand alle Prüfungen und begann das Präsenzstudium, das er 1936 vorzeitig abschloss. Während des Studiums hatte er seine künftige Frau Antonina Andrejewna Demidowa kennen gelernt, die das Studium in der Chemie-Fakultät absolvierte und dann den Lehrstuhl für Chemie und Biologie der Vorbereitungsabteilung leitete. Rybnykow absolvierte freiwillig den 4. Kurs der Chemie-Fakultät.
Rybnikow arbeitete nun in der MGU und leitete zwei Jahre lang den Studienteil der Fernstudiumsabteilung der MGU, worauf er Vizerektor dieser Abteilung wurde. 1938 wurde er Aspirant der Mechanisch-Mathematischen Fakultät bei Sofja Alexandrowna Janowskaja. Am 25. Juni 1941, drei Tage nach Beginn des Deutsch-Sowjetischen Kriegs, verteidigte Rybnikow mit Erfolg seine Dissertation über die Geschichte der Variationsrechnung für die Promotion zum Kandidaten der physikalisch-mathematischen Wissenschaften.
Rybnikow beteiligte sich nun am Bau von Verteidigungsanlagen am Dnepr-Ostufer, bevor er an die nach Kostroma evakuierte Leningrader Militäringenieur-Hochschule geschickt wurde. Dort wählte ihn die Kommission für das Studium in den Zentralkursen für Minensperren und Sondertechnik aus. Im Mai 1942 wurde er zum Leutnant befördert und zum Praktikum bei der Sappeurtruppe zur Kalininer Front geschickt. Ab 1943 diente er im blockierten Leningrad und lehrte an der Militäringenieur-Schule. Von Mai bis Oktober 1944 befand er sich in der aktiven Truppe an der Front und kommandierte einen Mineur-Sappeurzug. Er nahm während der Operation Bagration an der Überquerung der Beresina durch die 1. Weißrussischen Front und die Befreiung Babrujsks am 29. Juni 1944 teil.
1945 kehrte Rybnikow an die MGU zurück und wurde 1946 Dozent am Lehrstuhl für Mathematik der Physikalischen Fakultät der MGU. Er wurde dann zur Arbeit im speziellen kryptographischen Dienst abgeordnet, wo er mehrere Jahre als Major der Staatssicherheit arbeitete. Im Mai 1953 kehrte er als Dozent der Mechmat in die MGU zurück und hielt Vorlesungen über Infinitesimalrechnung, Höhere Mathematik, Geschichte der Mathematik, methodische Probleme der Mathematik und Kombinatorik. 1954 verteidigte er mit Erfolg seine Doktor-Dissertation über die Arbeiten von Karl Marx über die Mathematik für die Promotion zum Doktor der physikalisch-mathematischen Wissenschaften.
1954 gründete Rybnikow in der Mechmat der MGU das Kabinett für Geschichte und Methodik der Mathematik und Mechanik, das er dann leitete. Die Hauptforschungsrichtung der Mitarbeiter des Kabinetts war die Geschichte der russischen Mathematik und Mechanik. Auch wurden die methodischen Probleme der Wissenschaftsentwicklung und die historiographische Problematik untersucht. Sein Lehrbuch der Geschichte der Mathematik wurde immer wieder aufgelegt und in mehrere Sprachen übersetzt. Es ist das grundlegende Lehrbuch für das Studium der Geschichte der Mathematik in der Mechmat der MGU geblieben. Rybnikow war lange Zeit einer der Leiter des Forschungsseminars für Geschichte der Mathematik und Mechanik, deren jährliche Berichte die weltweit erste Veröffentlichungsreihe zur Geschichte der Mathematik war. Zu Rybnikows Schülern gehörten Sergei Sergejewitsch Demidow, Oleg Walentinowitsch Iwanow und Nikolai Nikolajewitsch Jakowlew.
1955 wurde Rybnikow zum Professor ernannt. Ab 1956 leitete er den Lehrstuhl für Wahrscheinlichkeitstheorie.
Von August 1959 bis August 1960 war Rybnikow Chef der Hauptverwaltung der Universitäten und ökonomischen und juristischen Hochschulen des Ministeriums für Hochschulwesen der RSFSR.

## Ehrungen
- Medaille „Für die Verteidigung Moskaus“[1]
- Medaille „Sieg über Deutschland“[1]
- Orden des Vaterländischen Krieges II. Klasse[1]
- Ehrenzeichen der Sowjetunion (zweimal)[1]
- Medaille „Für heldenmütige Arbeit“[1]
- Verdienter Wissenschaftler und Techniker der RSFSR (1974)[1]
- Verdienter Professor der MGU (1994)[1]